# Agneta Granstad
Karin Agneta Granstad, född 21 maj 1949 i Uppsala, död 2 januari 2017 i Maria Magdalena distrikt i Stockholm, var en svensk målare.
Granstad, som var dotter till ingenjör Stig Granstad och sömmerska Märtha Granstad, studerade vid Kungliga Konsthögskolan 1976–1982. Hon höll separatutställningar i Stockholm, Göteborg, Uppsala och Luleå samt deltog i samlingsutställningar. Hon är representerad vid bland annat Moderna museet, Kalmar konstmuseum  Statens konstråd och Sveriges allmänna konstförening.
Agneta Granstad är gravsatt i minneslunden på Maria Magdalena kyrkogård i Stockholm.